# 안포나진로
안포나진로 전라남도 여수시 화양면 세포1교차로에서 화양면 나진교차로를 이어주는 도로이다.

## 주요 경유지
전라남도
- 여수시 화양면

## 노선
전 구간 국가지원지방도 제22호선에 속하므로 이에 대한 별도 표기는 생략한다.
| 이름                   | 접속 노선                  | 소재지 | 소재지 | 비고 |
| ---------------------- | -------------------------- | ------ | ------ | ---- |
| 세포1 교차로           | 국도 제77호선 (안포장수로) | 여수시 | 화양면 |      |
| 세포2 교차로 (세포2교) | 화양로                     | 여수시 | 화양면 |      |
| 세포터널               |                            | 여수시 | 화양면 |      |
| 원포 교차로            | 이목안포로                 | 여수시 | 화양면 |      |
| 원포터널               |                            | 여수시 | 화양면 |      |
| 안포 교차로            | 화양로                     | 여수시 | 화양면 |      |
| 화동1 교차로           | 화동로                     | 여수시 | 화양면 |      |
| 소장1교                |                            | 여수시 | 화양면 |      |
| 소장2교                |                            | 여수시 | 화양면 |      |
| 화동2 교차로           | 화양로                     | 여수시 | 화양면 |      |
| (터널)                 |                            | 여수시 | 화양면 |      |
| 나진 교차로            | 옥천로                     | 여수시 | 화양면 |      |
| 화양로 와 직결         |                            |        |        |      |